# شهرستان کانادا (اکلاهما)
شهرستان کانادا، اکلاهما (به انگلیسی: Canadian County, Oklahoma) شهرستانی در ایالات متحده آمریکا است که در اکلاهما واقع شده‌است.

## خصوصیات
شهرستان کانادا ۲٬۳۴۴ کیلومترمربع مساحت دارد.